# Iyoit
Iyoit ist ein sehr selten vorkommendes Mineral aus der Mineralklasse der „Halogenide“ mit der chemischen Zusammensetzung CuMn(OH3)Cl oder auch MnCuCl(OH)3 und damit chemisch gesehen ein Kupfer-Mangan-Oxihalogenid.
Iyoit kristallisiert im monoklinen Kristallsystem, konnte allerdings bisher nur in Form mikroskopisch kleiner Kristalle mit blättrigem Habitus bis etwa 200 μm entdeckt werden, die überwiegend zu radialstrahligen oder dendritischen Mineral-Aggregaten zusammentreten. Die Kristalle sind durchsichtig, von hellgrüner bis gelblichgrüner Farbe und zeigen auf den Oberflächen einen glasähnlichen Glanz.

## Etymologie und Geschichte
Erstmals entdeckt wurde Iyoit zusammen mit Misakiit in der Kupferlagerstätte der Ohku Mine auf der zur japanischen Hauptinsel Shikoku gehörenden Halbinsel Sadamisaki. Die Publikation der Erstbeschreibung erfolgte 2017 durch Daisuke Nishio-Hamane, Koichi Momma, M. Ohnishi, Norimasa Shimobayashi, R. Miyawaki, N. Tomita, R. Okuma, A. R. Kampf und T. Minakawa, die das Mineral nach dem Iyo-Meer (englisch: Sea of Iyo) vor der Küste von Sadamisaki benannten.
Das Typmaterial des Minerals wird im Nationalmuseum der Naturwissenschaften (NSM) in Tokio (Japan) unter der Katalog-Nr. M43864 und in der Mineralogischen Abteilung des Natural History Museum of Los Angeles County (LACMNH) in Los Angeles (Kalifornien, USA) unter der Katalog-Nr. 666265 aufbewahrt.

## Klassifikation
Iyoit wurde erst 2013 von der International Mineralogical Association (IMA) als eigenständiges Mineral anerkannt und dies 2014 publiziert. Eine genaue Gruppen-Zuordnung in der 9. Auflage der Strunz’schen Mineralsystematik, deren letzte Aktualisierung mit der Veröffentlichung der IMA-Liste der Mineralnamen 2009 vorgenommen wurde, ist daher bisher nicht bekannt. In der Erstbeschreibung von Nishio-Hamane et al. werden Iyoit und Misakiit allerdings als neue Mitglieder der Atacamitgruppe deklariert. Entsprechend ist davon auszugehen, dass die beiden Minerale in der Abteilung „Oxihalogenide, Hydroxyhalogenide und verwandte Doppel-Halogenide“ und dort in der Unterabteilung „Mit Cu usw., ohne Pb“ eingeordnet werden, wo die Atacamitgruppe mit der System-Nr. 3.DA.10a derzeit aus den Mitgliedern Atacamit, Hibbingit und Kempit besteht.
Im zuletzt im März 2018 erschienene „Lapis-Mineralienverzeichnis“, das sich aus Rücksicht auf private Sammler und institutionelle Sammlungen allerdings noch nach der alten Systematik von Karl Hugo Strunz in der 8. Auflage richtet, erhielt Iyoit die System- und Mineral-Nr. III/D.01-50. In der „Lapis-Systematik“ entspricht dies der Abteilung „Oxihalogenide“, wo das Mineral zusammen mit Anthonyit, Atacamit, Belloit, Bobkingit, Botallackit, Calumetit, Gillardit, Haydeeit, Herbertsmithit, Hibbingit, Kapellasit, Kempit, Klinoatacamit, Korshunovskit, Leverettit, Melanothallit, Misakiit, Nepskoeit, Paratacamit, Paratacamit-(Mg), Paratacamit-(Ni), Tondiit eine eigenständige, aber unbenannte Gruppe bildet.

## Chemismus
Sieben Mikrosondenanalysen an Iyoitproben aus der Typlokalität ergaben eine durchschnittliche Zusammensetzung von 37,78 Gew.-% Mangan(II)-oxid (MnO), 35,74 Gew.-% Kupfer(II)-oxid (CuO), 18,42 Gew.-% Chlor (Cl) und 13,01 Gew.-% H2O (errechnet anhand der Stöchiometrie, O = Cl –4,16). Auf der Basis von 4 Anionen pro Formeleinheit (pfu) wurde die empirische Formel Mn1,085Cu0,915Cl1,058(OH)2,942 errechnet und zu MnCuCl(OH)3 idealisiert.

## Kristallstruktur
Iyoit kristallisiert monoklin in der Raumgruppe P21/m (Raumgruppen-Nr. 11) mit den Gitterparametern a = 5,7208(8) Å; b = 6,6045(7) Å; c = 5,6224(7) Å und β = 88,363(4)° sowie zwei Formeleinheiten pro Elementarzelle.

## Bildung und Fundorte
Iyoit bildet sich sekundär durch die Reaktion zwischen Meerwasser und den primären Erzmineralen wie Alleghanyit, Chalkosin, Hausmannit, gediegen Kupfer, Rhodochrosit, Rhodonit und Tephroit in Grünschiefer-Fazies aus metamorphosierten, vulkanischen Sulfid-Lagerstätten. Als Begleitminerale treten neben Misakiit unter anderem Chrysokoll, Cuprit, Kutnohorit und Malachit auf.
Außer seiner Typlokalität, der Kupferlagerstätte Ohku Mine auf Halbinsel Sadamisaki, sind bisher keine weiteren Fundorte für Iyoit bekannt (Stand 2022).